# Harold Glen Borland
Harold Glen Borland, também conhecido como Hal Borland (Sterling, Nebrasca, EUA, 14 de maio de 1900 - Sharon, Connecticut, EUA, 22 de fevereiro de 1978), jornalista e ambientalista estadunidense.